# Store medisinske leksikon
Store medisinske leksikon (SML; norwegisch Großes medizinisches Lexikon), früher auch als Kunnskapsforlagets Store medisinske leksikon bezeichnet, ist ein norwegisches medizinisches Lexikon und Online-Enzyklopädie.

## Geschichte und Beschreibung
Das Lexikon wurde zuerst in einer Ausgabe mit insgesamt fünf Bänden von 2006 bis 2007 von norwegischen Verlag Kunnskapsforlaget herausgegeben. Als Hauptredakteur war in diesem Zeitraum Magne Nylenna verantwortlich, der früher als Redakteur und Herausgeber für die norwegische Medizin-Fachzeitschrift Tidsskrift for Den norske legeforening verantwortlich war und als Hochschullehrer für Sozialmedizin an der Universität Oslo fungierte. Zur Redaktion gehörten weiterhin Personen mit fachlichem Hintergrund wie Harald Arnesen, Anton Hauge, Marit Kirkevold und Ellen Schlichting. Als Projektleiter wurde Nils Gundersen eingesetzt. Das Store medisinske leksikon (SML) hat circa 13.000 Artikel in unterschiedlichem Umfang. Die Artikel im Store medisinske leksikon beinhalten Informationen über Grundlagen der Medizin sowie alles über Krankheiten inklusive Diagnostik, Therapie, Rehabilitation und Prävention, außerdem Beiträge zu medizinischen Technologien, zur Sozialmedizin und zur Medizingeschichte. Des Weiteren werden in dem Lexikon auch Biografien zu bekannten Ärzten, Wissenschaftlern, Forschern, Medizinern sowie weiteren anderen bekannten und bedeutenden Personen aus diesem Spektrum veröffentlicht. Im Lexikon nehmen viele Einträge und Artikel einen großen Schwerpunkt oder eine Spezifik zu Norwegen ein.
Unter dem Titel Kunnskapsforlagets Store medisinske leksikon wurde das SML 2009 gratis und frei für jedermann zugänglich in einer Internetversion des Kunnskapsforlaget online gestellt und mit den Seiten des Store norske leksikon verknüpft. Wichtige und neue Erkenntnisse zu den vorhandenen Einträgen werden durch Ergänzungen eingepflegt oder es werden die bestehenden Artikel überarbeitet. Des Weiteren werden auch neu erstellte Artikel in die Enzyklopädie eingepflegt und online gestellt. Alle Änderungen und neue Artikel werden vor einer Veröffentlichung vorab von fachkundigen Mitarbeitern und Wissenschaftlern geprüft. 2013 wurde in der Online-Version des Store medisinske leksikon eine eigene separate und neue Suchmaske für Aktualisierung und Bearbeitung eingeführt. Seit 2010 ist das SML im Besitz des Gesellschaft Store norske leksikon AS. Diese firmiert jetzt unter dem Namen Foreningen Store norske leksikon (Verein des großen norwegischen Lexikons), nachdem 2014 das ganze Projekt in einen gemeinnützigen Verein umgewandelt wurde. In dem Verein werden außer dem Store medisinske leksikon auch das Norsk Kunstnerleksikon, das Store norske leksikon und das Norsk biografisk leksikon geführt. Gleichzeitig sind alle Werke in den Online-Versionen der verschiedenen norwegischen Enzyklopädien auf einer gemeinsamen Webplattform vertreten und gegenseitig miteinander verknüpft.